# تپه یارعالی
تپه یارعالی مربوط به سده‌های ۴ تا ۶ ه.ق است و در شهرستان کوهدشت، بخش طرهان، دهستان طرهان، حدود ۲/۵ کیلومتری شمال غرب روستای حسین‌آباد واقع شده و این اثر در تاریخ ۲۸ اسفند ۱۳۸۵ با شمارهٔ ثبت ۱۸۵۸۸ به‌عنوان یکی از آثار ملی ایران به ثبت رسیده است.